# Југоисточна Азија
Југоисточна Азија је подрегија Азије која лежи на пресецању геолошких плоча обележених јаком сеизмичком и вулканском активношћу. Острвски лукови и архипелази налазе се југоисточно и источно од азијског копна.
1. Брунеј
2. Вијетнам
3. Индонезија
4. Источни Тимор
5. Камбоџа
6. Лаос
7. Малезија
8. Мјанмар
9. Сингапур
10. Тајланд
11. Филипини

## Назив и дефиниција
Југоисточна Азија означава подручје које се односи, зависно о општој или одређеној специфичној употреби, на ужу или ширу територију (нпр. може укључивати обалну Кину).
- Брунеј
- Вијетнам
- Индонезија
- Источни Тимор
- Камбоџа
- Лаос
- Малезија
- Мјанмар (бивша Бурма)
- Сингапур
- Тајланд (бивши Сијам)
- Филипини

Све горе наведене земље су чланице Удружења земаља Југоисточне Азије, осим Источног Тимора који има статус посматрача.

### ИАТА-ина дефиниција
Ваздухопловна индустрија у међународним путовањима користи ИАТА-у за дефиниције регија попут Југоисточне Азије. Према ИАТА-иној дефиницији Југоисточну Азију (често скраћено СЕА) чине државе и територије: Брунеји, Вијетнам, Гвам, Индонезија, Источни Тимор, Камбоџа, Казахстан, Кина (са САР Хонгконг САР Макао), Кинески Тајпеј (бивши Тајван), Киргистан, Кокосова острва, Лаос, Малезија, Маршалска острва, Мјанмар, Микронезија, Монголија, Северна Маријанска острва, Палау, Русија у Азији (насупрот Русији у Европи), Сингапур, Таџикистан, Тајланд, Туркменистан, Ускршња острва, Узбекистан и Филипини.  Ова дефиниција се користи широм света за цене летова и пореске обрачуне.

## Географија
Југоисточна Азија је географски подељена на двије регије, Индокину и Малајски архипелаг.
Индокина или „копнена Југоисточна Азија“ обухвата следеће државе:
- Вијетнам
- Камбоџа
- Лаос
- Мјанмар
- Тајланд

Малајски архипелаг (малајски Nusantara), Малајски свет (етнокултурни појам) или „приморска Југоисточна Азија“ састоји се од следећих држава:
- Брунеји
- Индонезија
- Источни Тимор
- Малезија
- Сингапур
- Филипини

Малезија је подељена на два дела Јужнокинеским морем. Полуострвска Малезија је смештена на копну, док се источна Малезија налази на Борнеу, највећем острву у регији. Малезија се ипак често сматра острвском државом.
Малајски архипелаг је врло занимљив у геолошком смислу јер представља једну од најактивнијих вулканолошких регија на свету. Геолошка издизања у регији створила су импресивне планине, кулминирајући на Маунт Кинабалуу у Сабаху у Малезији на острву Борнеу, чија је висина 4.101 метар.
Између многих земаља у регији постоје несугласице у полагању територијалних и/или поморских права (нпр. случај острва Спратли између две Кине).
Насупрот уобичајеној заблуди већина становника острвске југоисточне Азије нису тихоокеански острвљани. Источни делови Индонезије и Источни Тимор (источно од Валасове линије) ипак географски припадају Океанији.

## Становништво
Југоисточна Азија има површину од приближно 4.000.000 km². Према процени из 2004. године у регији је живело 593 милиона људи, а више од шестине њих (+114 милиона) живело је на индонежанском острву Јави, најгушће насељеном острву на свету. Расподела религија и становништва варира у Југоисточној Азији од једне земље до друге. У Малезији, Сингапуру и Тајланду живи око 30 милиона прекоморских Кинеза.
Види: Чајнатаун

### Етничке групе у субрегији
Југоисточни Азијци првенствено су азијатског порекла. Према недавној стенфордској генетичкој студији, становништво Југоисточне Азије је потпуно далеко од хомогености. Преци данашњих људи који говоре аустронезијски, таи и мон-кмерски мигрирали су из јужне Кине током гвозденог доба. Тиме су узрокована преклапања кинеских гена (до 54% на Филипинима), европских гена (3,4% на Филипинима – 45% на Матараму) и папуанских гена (55% на Иријан Џаји).
- Брунеји: Малајци (69%), Кинези (18%), аутохтони Брунејци (6%), остали (7%)
- Вијетнам: Вијетнамци (88%), Кинези (4%), Тајланђани (2%), остали (6%)
- Индонезија: Јаванци (45%), Сунди (14%), Мадурци (8%), остали (33%)
- Источни Тимор: Тетун (10%), Мамбае (8%), Макасае (8%), Тукудеде (6%), Бунак (5%), Галоли (5%), Кемак (5%), Фаталуку (3%), Баикено (2%), остали (48%)
- Камбоџа: Кмери (94%), Кинези (4%), Вијетнамци (1%), остали (већином Чами) (1%)
- Лаос: низински Лао (56%), Лао Теунг (34%), Лао Сунг (10%)
- Малезија: Малајци и Оранг Асли (60%), Кинези (25%), јужни Азијци (10%), остали (3%)
- Мианмар: Бурманци (68%), Шан (9%), Карени (6%), Аракани (4%), остали (укључујући Кинезе и јужне Азијце) (13%)
- Сингапур: Кинези (76%), Малајци (15%), јужни Азијци (7%), остали (2%)
- Тајланд: Тајланђани (75%), Кинези (14%), Малајци (4%), Кмери (3%), остали (4%)
- Филипини: Филипинци (80%), Кинези (10%), јужни Азијци (5%), Европљани и Американци (3%), Арапи (1%), остали (1%)

### Религије у субрегији
Земље у Југоисточној Азији практикују много различитих религија. Копнене земље југоисточне Азије, тј. Тајланд, Вијетнам, Лаос, Камбоџа и Мјанмар претежито практикују будизам. На Малајском архипелагу (Малезија, Индонезија и Брунеји) људи углавном практикују ислам. Хришћанство је доминантно на Филипинима и Источном Тимору.
Религијски састав сваке земље (постоци могу бити застарели а тиме и непоуздани):
- Брунеј: ислам (67%), будизам (13%), хришћанство (10%), домородачка веровања, остали (10%)
- Вијетнам: махајана будизам (50%), конфучијанизам и хришћанство
- Индонезија: ислам (87%), хришћанство (10%), будизам (1%), хиндуизам (2%), остали 1%
- Источни Тимор: хришћанство (95%)
- Камбоџа: теравада будизам (93%), анимизам, остали
- Лаос: теравада будизам (60%), анимизам, остали (40%)
- Малезија: ислам (61%), махајана будизам (20%), хришћанство, хиндуизам и анимизам
- Мианмар: теравада будизам (89%), ислам (4%), хришћанство (4%), хиндуизам (1%) и анимизам
- Сингапур: кинеске религије (махајана будизам, таоизам и конфучијанизам) (42%), ислам (15%), хришћанство (14%), хиндуизам (4%)
- Тајланд: теравада будизам (95%), ислам (3%), хиндуизам, хришћанство и таоизам
- Филипини: хришћанство (92%), ислам (5%), будизам и остали (3%)

У Југоисточној Азији постоје разне религије и народи, а ниједна земља није хомогена. У Индонезији, најмногољуднијој муслиманској држави на свету, хиндуизам је доминантан на острвима попут Балија. Хришћанство превладава на Папуи и Тимору. Малене хиндуистичке популације могу се пронаћи у Сингапуру, Малезији итд. Гаруда, феникс ког јаше (ваханам) Вишну, национални је симбол Тајланда и Индонезије. Златне слике Гаруде пронађене су на Палавану на Филипинима. Златне слике осталих хиндуских богова и богиња пронађене су такође на Минданау. На Балију се може пронаћи посебна врста хиндуизма који је нешто другачији од хиндуизма који се другде практикује, а настао је укључивањем елемената анимизма и локалне културе. Хришћани се могу пронаћи широм Југоисточне Азије, а већину чине на Источном Тимору и Филипинима, највећој хришћанској азијској нацији. У забаченим деловима Саравака у источној Малезији и Ириан Џаји у источној Индонезији постоје старији племенски религиозни обичаји. У Мјанмару се Сака (Индра) назива нат. У Вијетнаму се практикује облик махајана будизма који је под јаким утицајем анимизма и племенских религија домородачких народа. Велика се важност полаже на култ предака који разликује Вијетнам од његових културних суседа.

### Језици у подрегији
Због трговине и историјске колонизације сви су језици југоисточне Азије били под утицајем културних притисака. Стога Филипинац који се школовао на енглеском, тагалогу и материњем језику (нпр. висајану) може из економских разлога говорити и други језик попут јапанског. Малезијац може такође из економских разлога добро говорити кинески једнако као и енглески.
Службени језици су исписани курзивом
- Брунеј: малајски, кинески дијалекти, домородачки борнејски дијалекти
- Вијетнам: вијетнамски, тај, муонг, кмерски, кинески дијалекти, нунг, хмонг, таи дам, и остали језици и дијалекти.
- Индонезија: службени језик је индонежански језик. У индонежанском архипелагу постоје 583 језика и дијалеката. Они нормално припадају различитим етничким групама становништва. Неки од изразито различитих локалних језика су: акенски, батак, сундски, јавански, сасак, тиморски тетум, дајак, минахаса, тораја, бугински, халмахера, амбонски, керамски, неколико иријанских језика, кинески језици (хокиен, хака и мандарински) и холандски.
- Источни Тимор: тетун, португалски, мамбае, макасае, тукудеде, бунак, галоли, кемак, фаталуку, баикено, остали тиморски дијалекти
- Камбоџа: кмерски, кинески дијалекти, вијетнамски, чамички дијалекти
- Лаос: лао, миао, миен, дао, шан, и остали тибетско-бурмански језици
- Малезија: малајски, енглески, кинески дијалекти, тамилски, остали индијски језици, разни домородачки језици (народ Оранг Асли и староседиоци Малден и Саравак).
- Мјанмар: бурмански, енглески, шан дијалекти, карен дијалекти, ракине, качин, чин, кинески дијалекти (хокиен, кантонски), мон, индијски језици, језици брдских племена
- Сингапур: мандарински кинески, малајски, тамилски, енглески, остали кинески дијалекти, остали индијски језици, арапски дијалекти.
- Тајланд: тај, кинески дијалекти, исан, шан, луе, футаи, кмерски, мон, меин, хмонг, карен, јави
- Филипини: филипино, енглески, тагалог, цебуано, хилигајнон, варау, илокано, капампанган, пангасинески, биколано, маранао, магуинданао, остали кинески дијалекти, остали шпански дијалекти, остали индијски језици, арапски дијалекти, остали филипински језици и дијалекти

## Флора и фауна
Животиње су у Југоисточној Азији разнолике. На острву Борнео могу се пронаћи орангутан (шумски човек), азијски слон, суматрански носорог и облачасти леопард, а на острву Палаван бинтуронг.
Биво, припитомљени или дивљи, може се пронаћи свугде у југоисточној Азији, а недавно се налазио и на много већем простору Јужне Азије. На Суматри и Борнеу живи мишији јелен, ситнозуби јелен величине пса или мачке, који је добро познат деци као животињски лик из многих индонежанских бајки.
Предивне птице попут пауна и дронга настањују подручје до самог истока Индонезије заједно са бабирусом, свињом са четири кљове. Кљунорожац је био цењен по свом кљуну, па се зато користио у трговини са Кином. У Кини се ценио и носорогов рог без дела његове лобање.
Воласова линија дели Индонежански архипелаг на два дела. Она пролази данашњом границом тектонских плоча и раздваја азијске (западне) животињске врсте од аустралазијских (источних) врста. Отоци између Јаве/Борнеа и Папуе формирају мешовиту зону познату као Валацеја у којој се појављују оба типа фауне.
Плитке воде азијских коралних гребена показују највиши степен биодиверзитета међу светским морским екосистемима са обиљем корала, риба и мекушаца.
Стабла и остале биљке у регији припадају тропској биљној заједници. У неким земљама где су планине доста високе може се пронаћи вегетација умерене климе. Подручја кишних шума тренутно су изложена прекомјерној сечи дрва посебно на Борнеу.
Иако обилује флором и фауном, Југоисточна Азија се суочава са озбиљном дефорестацијом која узрокује губитак популације за разне угрожене врсте попут орангутана и суматранског тигра. У исто време је смог редовна појава. Најгори регионални смог појавио се 1998. када су многе земље биле прекривене танким слојем смога. Последица тога било је потписивање АСЕАН-ски споразум о прекограничном загађењу смогом за борбу против загађења смогом.

## Привреда
Острва у југоисточној Азији су главни извори светских нафтних залиха. Регија је такође центар за сечу шума.
Југоисточна Азија је доживела велики економски раст током 1980-их. Сингапур је био један од четири изворна „источноазијска тигра“, а у протеклим годинама су нови „тигрови“ постали Индонезија, Малезија, Филипини и Тајланд. Назив тигар означава брзи раст привреде. Велики део тог раста био је покренут директно страним улагањима у локалне индустрије. Новац је долазио из Сједињених Држава и јапанских ТНЦ-ија, а касније из међународних инвестиционих фондова. Економски стручњаци су често сматрали југоисточну Азију примером глобализационог капитализма због бројних међународних улагања. На локалном нивоу раст се интерпретирао нешто другачије: азијске вредности је назив за модел ауторитарних влада које су чврсто водиле привреду према брзом развитку. Модел су посебно користиле регионалне вође. Поверење у овај модел био је потресен 1997. када је финансијска криза проузрочила раздобље опрезнијег и споријег раста. Све државе југоисточне Азије осим Источног Тимора чланице су АСЕАН-а. АСЕАН Слободна зона трговине смањило је царинске препреке између регионалних привреда. Потписници су се сложили да прошире договор о слободној трговини са Народном Републиком Кином и Јапаном током наредних година.
Југоисточна Азија је важна за светску привреду из бројних разлога. Сингапур је друга најпрометнија лука на свету и главно финансијско и банкарско чвориште. Малезија је највећи извозник палминог уља на свету, док је Индонезија један од највећих произвођача сирове нафте.
У оштром контрасту са Сингапуром као чвориштем економског развоја налазе се Камбоџа, Лаос, Мјанмар и Вијетнам као земље сталног сиромаштва. Ове четири земље се често означују као "CLMV" група. У двема државама југоисточне Азије, Лаосу и Вијетнаму, на власти се налази комунистичка партија која је тек 1986. године покренула поступну транзицију са планске на тржишну привреду. Сиромаштво је последица рата који је захватио регију у раздобљу од 1941 до 1975, а у Камбоџи су се борбе наставиле све до касних 1990-их. Вијетнам седињује слободни тржишни капитализам и комунизам који привлаче мултинационалне компаније и потичу мале предузетнике. Вијетнам се развио у најуспешнију од четири земље, иако се сâм налази међу најсиромашнијим земљама на свету. Лаос и Камбоџа проживљавају потешкоће због свог суровог терена и недостатка инфраструктуре.

## Култура
Пољопривреда поља пиринча постоји у југоисточној Азији хиљадама година, протежући се широм субрегије. Неки драматични примери тих пиринчаних поља заузимају Банауеске пиринчане терасе у планинама северног Лузона на Филипинима, и у Индонезији. За одржавање тих поља нужан је интензиван рад. Пиринчна поља врло су прикладна за монсунску климу у регији.
Сојенице се могу пронаћи у целој Југоисточној Азији, од Тајланда и Лаоса до Борнеа, Лузона и Папуе Нове Гвинеје.
будистички 

бурмански 

кинески 

хиндуски 

индонежански 

исламски 

тајландски (лунарни) 

тајландски (соларни) 

Током прошлих неколико векова главни културни утицаји над народима Југоисточне Азије долазили су из Индије. Доказ томе су облици писања попут балијског који се пише на подељеном палмином листу названом лонтар.
Старост овог облика писања датира пре изума папира у Кини 100. п. н. е. Сваки палмин лист био је подељен на само неколико линија које су се протезале уздужно преко листа. Палмини листови су се међусобно повезивали конопцем, а спољни део се украшавао. Алфабети југоисточне Азије тежили су постати абугиде све до доласка Европљана, који су користили речи које такође завршавају на сугласнике, а не само на самогласнике. Остали облици службених докумената који нису користили папир били су јавански свици бакарних плочица. Они су били издржљивији у окружју тропске климе југоисточне Азије.
Обрађивање метала користило се за писање, производњу оружја (попут карактеристичног криса), и производњу музичких инструмената. Гамелански инструменти су се састојали од гонгова и остале тоналне, али удараљкашке музике. Већина традиционалне музике темељи се на пентатонској лествици која је настала према кинеским утицајима.
Плес у југоисточној Азији уз покрете ногама укључује и покрете рукама. Луткарство и позориште сенки биле су омиљен облик забаве током прошлих векова. Уметност и књижевност у Југоисточној Азији налази се под снажним утицајем хиндуизма који је вековима пре донесен на ова подручја. Иако су прешле на ислам, Индонезија и Малезија су задржале многе облике обичаја, културе, уметности и књижевности који су били под утицајем хиндуизма. Најбољи примјери тога су Вајанг Кулит (позориште сенки) и књижевност попут Рамајане. Исто вреди и за копнену Југоисточну Азију (осим Вијетнама). Плесни покрети, уметност и хиндуистички богови стопили су се у тајландску, кмерску, лаоску и бурманску културу. Вијетнамци деле велику културну сличност са Кинезима попут националног вијетнамског костима Ао Даи који се налазио под утицајем Куи паоа (Чејонг Сам) из Кине. Кинези и Вијетнамци такође су приврженији верзији будизма махајани.
Народ Југоисточне Азије је традиционално одгајан да на глави носе разне терете. Уобичајено је било видети девојчицу која је на својој глави балансирала малени објект попут кугле, док су њена мајка или тетка балансирале много већи терет.
Правило је да су народи, који су јели прстима, вероватније били под утицајем индијске културе него кинеске у којој су људи јели штапићима. Чај, као пиће, може се пронаћи широм регије.
Вијетнам

Индонезија

Камбоџа

Лаос

Малезија

Мјанмар

Сингапур

Тајланд

Филипини

Религија Југоисточне Азије изворно је била анимистичка, а тек је касније постала теравада будистичка (525. п. н. е.) и хиндуистичка. Индонезија и Малезија тек су касније дошле под утицаје ислама (1400-их) и хришћанства (1500-их). Последњи хиндуистички двор у Индонезији повукао се на Бали током касних 1400-их. У копненом делу југоисточне Азије Мјанмар, Камбоџа и Тајланд су задржали будистички облик тераваду. Теравада будизам је донесен са Шри Ланке, а са временом се стопио са кмерском културом која је била под утицајем хиндуизма. Иако су хришћански мисионари били раширени у регији, земље Југоисточне Азије попут Тајланда су избегавале хришћанство. Тајланђани су ипак од кинеских мисионара са запада апсорбовали науку и технологију како би се успели одупријети колонијализму. Краљ Монгкут (Рама IV) једном је рекао свом пријатељу и хришћанском мисионару: „Оно што нас учите чинити је изврсно, али оно што нас учите веровати је будаласто“.
Народи југоистока били су морепловци стотинама година, а неки су стигли до Мадагаскара где њихови потомци живе до данашњег дана. Њихова пловила су била прилагођена за океанску пловидбу далеко пре доласка европских истраживача. Магелан је на свом путовању записао како се њиховим пловилима лакше управљало него европским бродовима.
Кинески су трговци стотинама година следили ветрове и струје током монсунске сезоне. Записи са Магелановог путовања показују да је Брунеји, ког су Кинези утврдили пре 1521, поседовао више топова од било ког европског брода.

### Перанакани
Перанакани су јединствена заједница настањена око Кинеских врата. Већином живе у Малезији и Сингапуру, иако се могу пронаћи и у Индонезији. Велике заједнице Перанакана могу се пронаћи у Пенангу и Малаки (Малезија), као и у Сингапуру. Њихови корени потичу до хокиена из јужнокинеске провинције Фуџијан. Они су се међусобно женили са малајским немуслиманима попут Батака и Балијаца. Други извори говоре да су они били потомци Ханг Ли Похиних слуга који су се међусобно женили са локалним становништвом. Они су задржали имена, религију и културу својих кинеских очева, а прихватили су језик, храну и културу својих малајских мајки.

## Историја
Солхеим и остали предочили су доказ да се Нусантао (Nusantara), приморска трговачка мрежа, протезала од Вијетнама на остатак архипелага у времену од 5000. п. н. е. до 1 године пре нове ере.
Опенхајмер и остали показали су да је Индонезија изворна локација тихоокеанских острвљана.

### Историјске везе са остатком света
Будући да је Индијски океан упоредно тиши од Јужног океана, малајски народ је са лакоћом колонизовао Мадагаскар и обављао трговину између југозападне и Југоисточне Азије. Индијски океан је далеко мирнији, па је стога био раније отворен за трговину од Атлантика или Пацифика. Бродови су у пловидби на запад користили снажне монсуне током ране сезоне, а затим су се након неколико месеци чекања враћали назад на исток.
Злато са Суматре стигло је пре две хиљаде година на запад све до Рима. Златне су кованице биле у употреби на обалама, али не и у унутрашњости Суматре. Током 1500-их европски истраживачи су стигли у југоисточну Азију из западног Португала и из источне Шпаније. Редовна трговина обављала се бродовима који су пловили источно из Индијског океана и јужно из копнене Азије. Бродови су трговали разним добрима, а заузврат су на острвима у архипелагу откупљивали природне производе попут меда и кљунорошчевих кљунова.
Кинески цар, који је пожелео одржати везе са југоисточном Азијом, послао је принцезу Ханг Ли По са пратњом од 500 људи до Малаке како би се удала за тамошњег султана коме се свидела мудрост краља Мансура. Ханг Ли Поино врело (изграђено 1459) данас је туристичка атракција као и Букит Кина где се настанила њена пратња. Стратешка вредност Малајског пролаза, којег је у 15. и раном 16. веку надзирао Султанат Малака, није прошла неопажено од португалског писца Дуартеа Барбосе који је 1500. године написао: „Онај ко је господар Малаке држи руку на гркљану Венеције“ .
Данашња стратешка се вредност налази у индустрији светских микропроцесора, која се великим делом налази управо у Југоисточној Азији, па у превозу нафте бродовима.

### Повезаност са Аустралазијом
Аустралазијска континентална плоча дефинише регију која граничи са југоисточном Азијом и која је такође политички подељена од земаља југоисточне Азије. Културна додирна тачка лежи између Папуе Нове Гвинеје и индонезијске провинције Папуе која дели острво Нову Гвинеју са Папуом Новом Гвинејом.

## Књижевност
Историја Југоисточне Азије дала је богатство разних аутора који су писали о регији или су у њој само деловали.